# Aracnoide (astrogeologia)

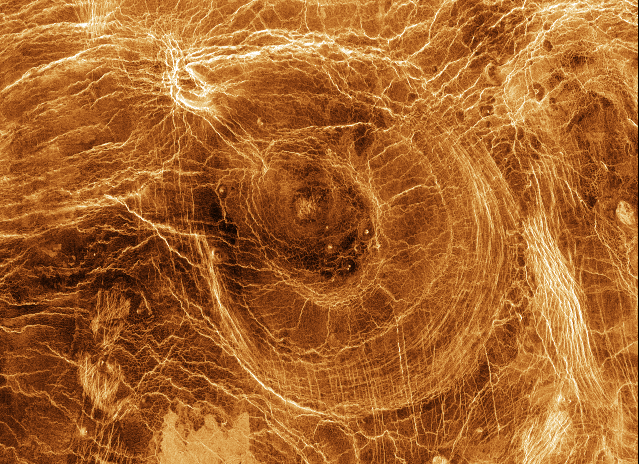
Aracnoide em Vênus.

Em astrogeologia, aracnoides são grandes estruturas achadas na superfície de Vênus de origens desconhecidas. Aracnoides receberam esse nome por serem parecidos a teias de aranhas. Eles são estruturas ovais concêntricas cercadas por uma complexa rede de fraturas, e podem abranger uma área de até 200 quilômetros. Mais de 90 aracnoides já foram achados em Vênus. Os aracnoides podem estar relacionados com vulcões.